# Admira Wiener Neustadt
SV Admira Wiener Neustadt – austriacki klub piłkarski, mający siedzibę w mieście Wiener Neustadt, w północno-wschodniej części kraju. Obecnie gra w 2. Klasse Steinfeld.

## Historia
Chronologia nazw:
- 1919: Arbeitersportklub (ASK) Admira Wiener Neustadt
- 1945: ASK Raxwerke Admira Wiener Neustadt
- 1946: SV Raxwerke Admira-Josefstadt – po fuzji z FC Josefstadt
- 1972: SV Admira Wiener Neustadt

Klub sportowy ASK Admira Wiener Neustadt został założony w miejscowości Wiener Neustadt w 1919 roku, chociaż już od 1915 fani piłki nożnej, którzy zarejestrowali klub, grali w futbol w dzielnicy miasta Josefstadt. Początkowo zespół grał w niższych klasach mistrzostw Dolnej Austrii. W sezonie 1922/23 młoda drużyna zdobyła swój pierwszy sukces, wygrywając tytuł mistrza 4. Klasse Wechsel. W 1930 roku klub był bliski rozpadu, ale wkrótce awansował do 1. Klasse Süd. Z powodu zawirowań politycznych w Austrii w 1934 roku klub robotników został zmuszony do zawieszenia gry, a już w 1935 ponownie rozgrywał mecze.
Po zakończeniu II wojny światowej Admira była pierwszym klubem piłkarskim w Dolnej Austrii, który wznowił grę. Klub przeniósł się z Wacker Platz do dzisiejszej Admira-platz. Nazwa klubu zmieniła się dzięki wsparciu sponsora Raxwerke na ASK Raxwerke Admira Wiener Neustadt. Niedługo potem klub połączył się z FC Josefstadt i występował jako SV Raxwerke Admira-Josefstadt w ciągu następnych kilku dekad. Po zakończeniu sezonu 1951/52 klub spadł z 1. Klasse do 2. Klasse Süd, ale w 1955 roku wrócił do 2. Niederösterreichische Liga (D4). W sezonie 1957/58 klub świętował tytuł mistrza ligi i awans do ligi krajowej trzeciego stopnia. W pierwszym sezonie w Landesliga Niederösterreich zajął 11.miejsce, a w następnym 1959/60 już był piątym. Po ośmiu latach w lidze krajowej klub spadł do 2. Niederösterreichische Liga w 1966 roku, a rok później do 2. Klasse Süd (D5). W 1968 roku po zatrudnieniu trenera Hansa Besenlehnera rozpoczęła złota era Admiry. W 1969 awansował z Unterliga Süd-Südost do Landesliga Niederösterreich (D3), a w 1971 do Regionalliga Ost. W 1972 zwyciężył w drugiej lidze i zdobył historyczny awans do Nationalligi. Aby okazać większą solidarność z rodzinnym miastem klub zmienił nazwę na SV Admira Wiener Neustadt. Debiutowy sezon 1972/73 na najwyższym poziomie zakończył na ostatnim 16.miejscu i wrócił do Regionalliga Ost. W 1974 po reorganizacji systemu lig status ligi został obniżony do III poziomu. W 1976 klub został zdegradowany do Landesliga Niederösterreich (D4). Potem spadał coraz niżej w hierarchii ligowej. W 1983 roku zdobył mistrzostwo 2. Klasse Steinfeld, a po trzech latach został mistrzem w 1. Klasse Süd. Jednak po roku spadł z powrotem do 2. Klasse Steinfeld, w której nadal gra do dziś.

## Barwy klubowe, strój
|  |  |

Klub ma barwy niebiesko-czarne. Zawodnicy domowe spotkania zazwyczaj grają w czarnych koszulkach, białych spodenkach oraz czarnych getrach.

## Sukcesy

### Trofea międzynarodowe
Nie uczestniczył w rozgrywkach europejskich (stan na 31-05-2019).

### Trofea krajowe
| \| \| Zdobyte trofea w rozgrywkach Austrii (stan na: 31-05-2019) \| |                                                            |      |          |
| Rozgrywki                                                           | Osiągnięcie                                                | Razy | Sezon(y) |
| · Mistrzostwo                                                       | I miejsce                                                  | 0    |          |
| · Mistrzostwo                                                       | II miejsce                                                 | 0    |          |
| · Mistrzostwo                                                       | III miejsce                                                | 0    |          |
| · Mistrzostwo                                                       | 16.miejsce                                                 | 1    | 1972/73  |
| Puchar                                                              | zdobywca                                                   | 0    |          |
| Puchar                                                              | finalista                                                  | 0    |          |
| Puchar                                                              | 1/8 finału                                                 | 1    | 1972/73  |
| II liga                                                             | I miejsce                                                  | 1    | 1971/72  |
| II liga                                                             | II miejsce                                                 | 0    |          |
| II liga                                                             | III miejsce                                                | 0    |          |
| Austria                                                             | Zdobyte trofea w rozgrywkach Austrii (stan na: 31-05-2019) |      |          |

- Landesliga Niederösterreich (D3):
  - mistrz (1x): 1970/71

## Poszczególne sezony

### Rozgrywki międzynarodowe

#### Europejskie puchary
Nie uczestniczył w rozgrywkach europejskich.

### Rozgrywki krajowe
| \| Austria \| Bilans występów klubu w rozgrywkach piłkarskich Austrii (Stan na 31 maja 2019 r.) \| \| |                                                                                   |        |       |   |   |   |    |    |     |                                            |        |        |      |
| Poziom                                                                                                | Rozgrywki                                                                         | Sezony | Mecze | Z | R | P | B+ | B– | Pkt | Lata                                       | Awanse | Spadki | Naj. |
| I | Nationalliga                                                                      | 1      |       |   |   |   |    |    |     | 1938/39                                    | 0      | 1      | 10   |
| II | Regionalliga Ost                                                                  | 2      |       |   |   |   |    |    |     | 1971/72, 1973/74                           | 1      | 1      | 1    |
| III                                                                                                   | Landesliga Niederösterreich/ Regionalliga Ost                                     | 12+    |       |   |   |   |    |    |     | 1923–19??, 1958–1966, 1969–1971, 1974–1976 | 2      | 2      | 1    |
| | Puchar Austrii                                                                    | 4      |       |   |   |   |    |    |     | 1971–1975                                  | 0      | 0      | 1/8  |
| Austria                                                                                               | Bilans występów klubu w rozgrywkach piłkarskich Austrii (Stan na 31 maja 2019 r.) |        |       |   |   |   |    |    |     |                                            |        |        |      |

## Struktura klubu

### Stadion
Klub piłkarski rozgrywa swoje mecze domowe na stadionie Admira-Sportanlage w Wiener Neustadt o pojemności 1000 widzów.

### Inne sekcje
Klub prowadzi drużyny dla dzieci i młodzieży w każdym wieku. Funkcjonuje również sekcja piłkarska dziewcząt.

## Kibice i rywalizacja z innymi klubami

### Derby
- Wacker Wiener Neustadt
- SC Wiener Neustadt
- Wiener Neustädter SC